# Monochord
Ein Monochord (griechisch μόνος monos ‚einzeln‘, χορδή chorde, „Saite“) oder Kanon (lateinisch canon für „Maßstab“) ist eine musikinstrumentenähnliche physikalische Apparatur, die aus einem länglichen Resonanzkasten besteht, über den der Länge nach eine Saite gespannt ist. 
Mit dem Begriff Monochord werden auch Geräte mit zwei oder mehreren Saiten bezeichnet, deren Saiten parallel über einen rechteckigen Resonanzkörper gespannt und auf den gleichen Ton gestimmt sind. Durch bewegliche Stege können die Saiten unterteilt werden, wodurch verschiedene Töne spielbar werden. Im Zusammenklang mit einer identischen, ungeteilten Saite ergeben einfache Teilungsverhältnisse Konsonanzen und komplizierte Teilungsverhältnisse Dissonanzen. Bei Monochorden, die dem Studium oder der Lehre dienen, kann das Teilungsverhältnis oft auf einer Skala auf der Decke des Resonanzkastens abgelesen werden.
Ebenfalls als Monochorde bezeichnet werden ähnliche Musikinstrumente, die unter anderem klangtherapeutisch eingesetzt werden.

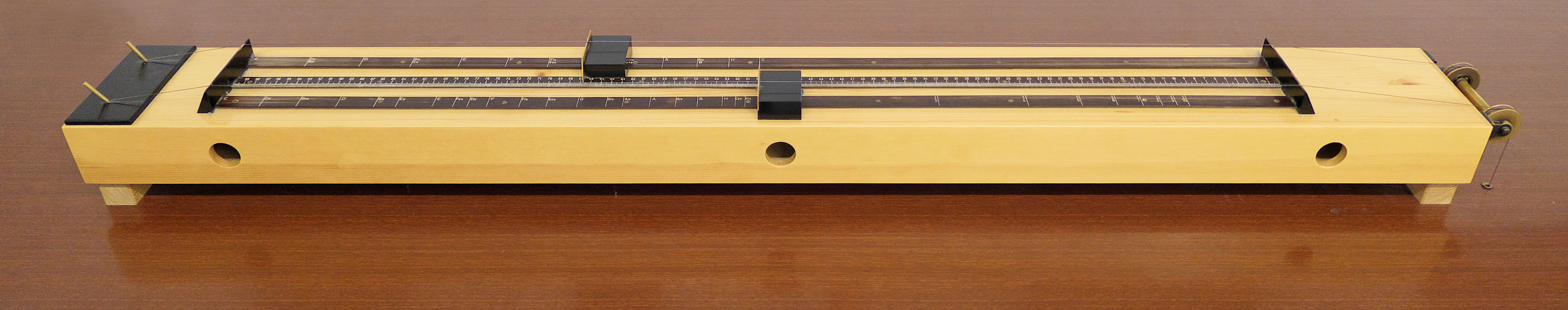
Monochord mit zwei Saiten (Physikabteilung des Deutschen Museums in München)

## Physikalisches Prinzip

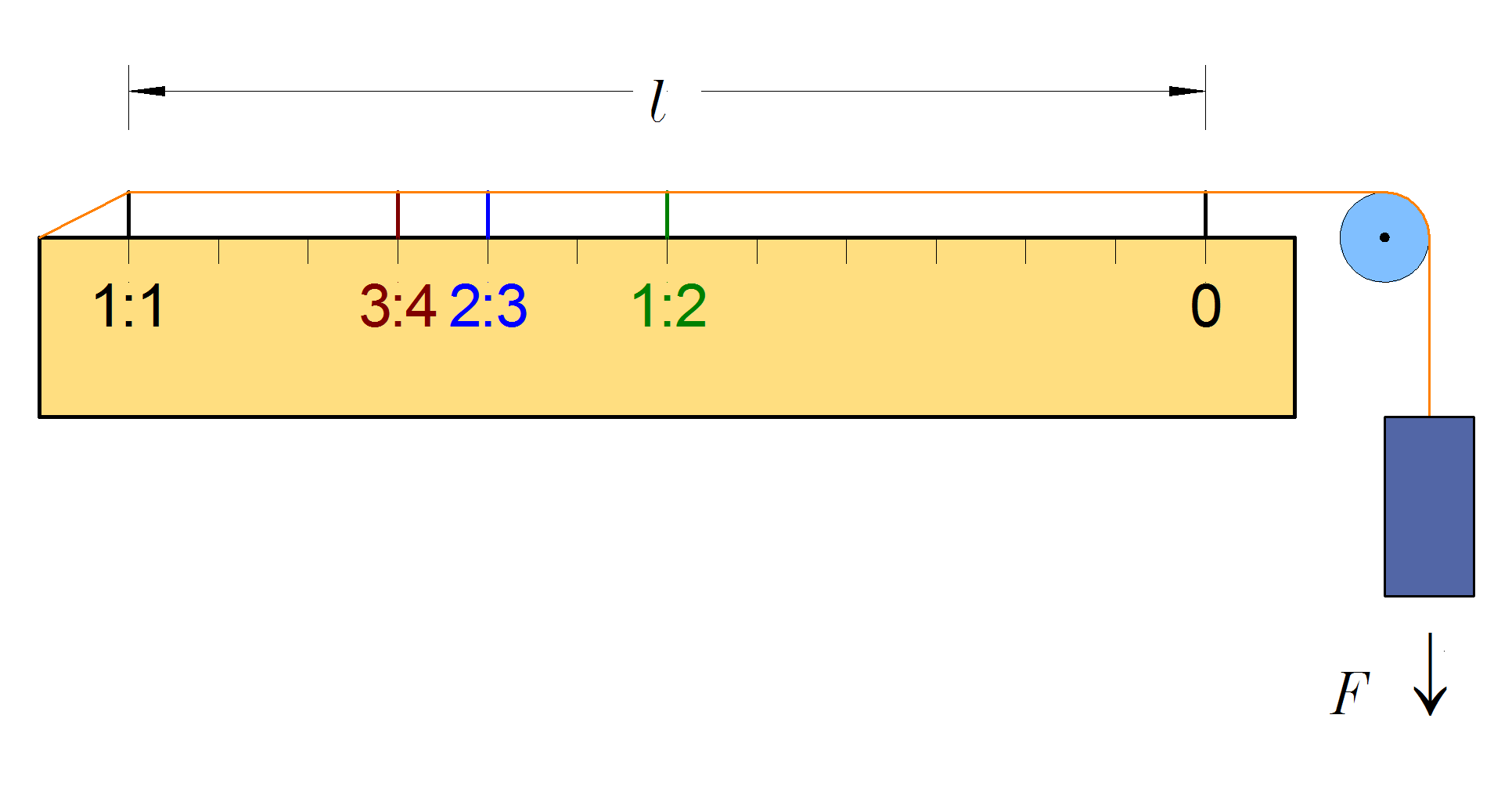
Monochord mit einer über einer Rolle geführten Saite (orangefarben) der maximalen schwingenden Länge l zwischen den beiden Stegen bei "1:1" und "0" (schwarz) auf einem Resonanzkasten. Die Kraft F spannt die Saite.

Die nebenstehende Zeichnung erklärt das physikalische Prinzip des Monochords. Zur Verdeutlichung der geometrischen Verhältnisse ist die Saitenlänge mit einer zwölfteiligen Skala versehen. Wird die Saite mit einem dritten Steg von links nach rechts immer weiter verkürzt, ergeben sich zunehmend höhere Töne, wenn die Saite in der Nähe des Nullpunkts am rechten Steg angeschlagen oder gezupft wird. Bei einer Verkürzung der Saite

auf {\displaystyle {\frac {9}{12}}\ {l}={\frac {3}{4}}\ {l}\ } klingt sie eine Quarte höher (dunkelrot),

auf {\displaystyle {\frac {8}{12}}\ {l}={\frac {2}{3}}\ {l}\ } klingt sie eine Quinte höher (blau) und

auf {\displaystyle {\frac {6}{12}}\ {l}={\frac {1}{2}}\ {l}\ } klingt sie eine Oktave höher (grün)

als die ungekürzte Saite mit der Gesamtlänge {\displaystyle {l}}.

## Geschichte

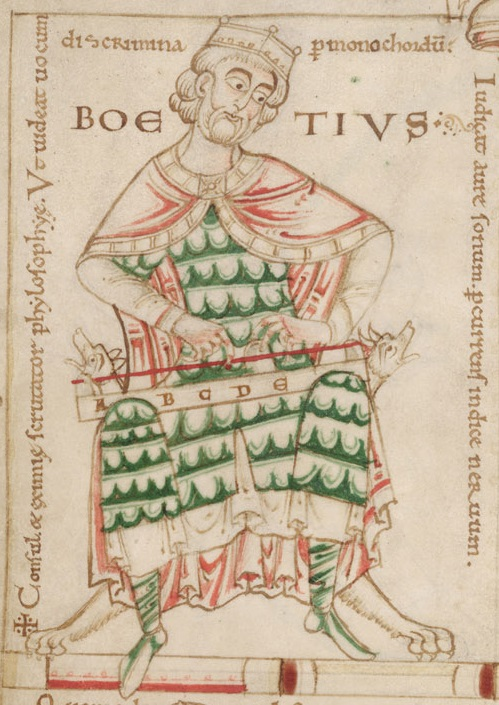
Boethius (um 480 – um 525) mit einem mit Tonbuchstaben markierten Monochord

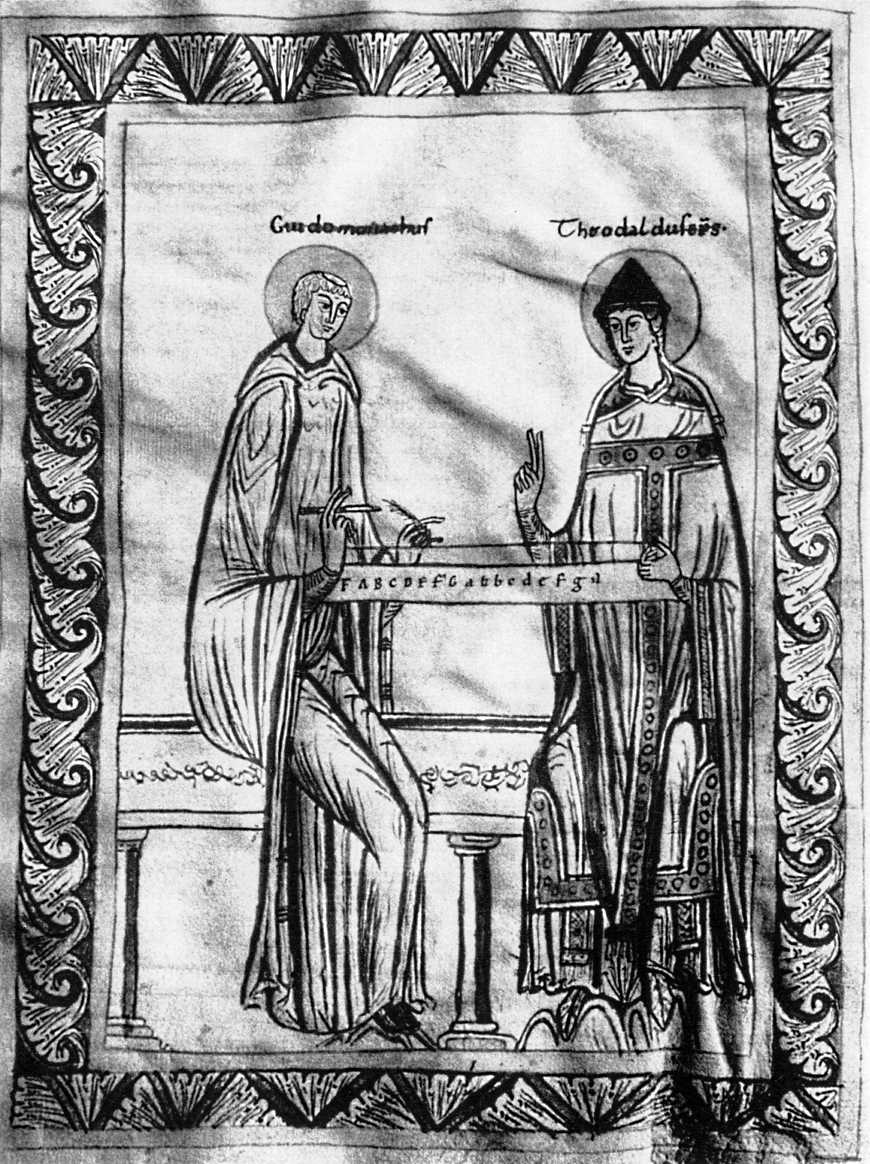
Der Benediktinermönch Guido von Arezzo (links), der Bischof Theobald von Arezzo (rechts) um 1025 am Monochord unterweist. Darstellung aus dem 12. Jahrhundert, Codex Lat. 51 f°35v., Wien, Österreichische Nationalbibliothek, Musiksammlung

### Antike
In der Antike wurde das Monochord verwendet, um musiktheoretische und physikalische Zusammenhänge zu demonstrieren. Pythagoras soll nach seiner legendären Entdeckung in der Schmiede damit die Teilungsverhältnisse von Saiten erforscht und seine Theorie der Konsonanz entwickelt haben. Das älteste Dokument mit einer Tonsystemdarstellung am Monochord ist die Teilung des Kanons von Euklid. Von Ptolemaios stammen die ältesten messtechnischen Verfeinerungen am Kanon. Genauere Angaben über Teilungsverhältnisse finden sich bei Guido von Arezzo in seinen Schriften.

### Mittelalter
Der spätantike römische Gelehrte Boethius (um 480–um 526) befasste sich in seinem Lehrbuch De institutione musica („Einführung in die Musik“) mit der Saitenteilung des Monochords. Cassiodor (um 485 – um 580) wollte mit seiner Musiktheorie Institutiones musicae die Mönche des Klosters Vivarium umfassend über Musik informieren. Seit dem 10. Jahrhundert gab es eigene Abhandlungen über die theoretischen Grundlagen der Musik, die mittels Demonstrationsinstrumenten gewonnen wurden.
Eine verbesserte mittelalterliche Version des Monochords war das Tastenmonochord, bei dem die Saite durch Druck auf eine Reihe von Tasten an verschiedenen Stellen verkürzt werden konnte. Ein solches Instrument mit der Vorstufe einer Klaviertastatur konstruierte auch Conrad von Zabern (1410–1476/1481). Aus seiner in den 1460er Jahren vollendeten Schrift Novellus musicae artis tractatus ließ sich das von ihm verwendete Tastenmonochord rekonstruieren. Aus dem Tastenmonochord ging das in einer Abbildung von 1440 erstmals belegte Clavichord hervor.

## Heutige Verwendung

### Im Unterricht
Das Monochord dient im Physikunterricht zur Veranschaulichung von akustischen Phänomenen, wie dem Zusammenhang zwischen Tonhöhe und Saitenlänge; der Bildung von Obertönen durch harmonische Teilung; sowie der Resonanz und Schwingung. Im Musikunterricht können die am Monochord erlernten Prinzipien auf andere Instrumente übertragen werden, beispielsweise für das Stimmen der Gitarre.

### Als Musikinstrument

#### Einsaitige Monochorde

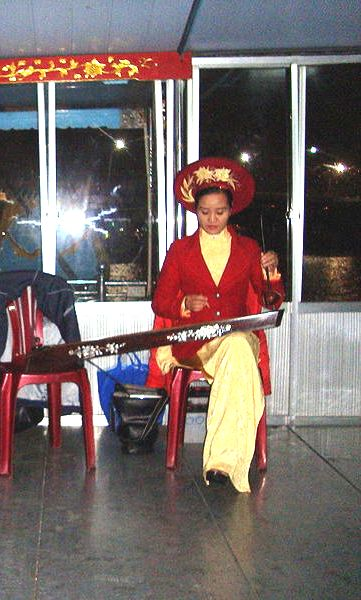
Spielerin der đàn bầu

In manchen Ländern finden sich einsaitige Musikinstrumente, die im Prinzip dem Monochord entsprechen, zum Beispiel die melodiös in Flageoletttechnik gespielte Kastenzither đàn bầu in Vietnam und die Wölbbrettzither ichigenkin in Japan. Aus dem europäischen Raum ist das mit einem Bogen gestrichene Trumscheit ein historisches einsaitiges Instrument.
Der in der Bluesmusik verwendete Diddley Bow ist ebenfalls eine Art Monochord, wobei die eine Saite mit einem kurzen Stock angeschlagen und mit einem Bottleneck die Tonhöhe verändert wird. In den 1950er Jahren spielte der US-amerikanische Bluesmusiker Willie Joe Duncan, genannt „One-String-Joe“ und „One-String-Willie“, ein Monochord von mehr als Körperlänge, welches er „Unitar“ bzw. „Unitarre“ nannte.

#### Vielsaitige Monochorde
Weitere moderne Bauformen des Monochords sind oft mit vielen parallelen Saiten versehen, die auf den gleichen Ton gestimmt sind und dadurch einen sehr vollen Klang mit reichem Obertonspektrum ergeben. Diese Instrumente werden meistens immer noch als Monochord, teilweise aber auch als Polychord bezeichnet (griech. poly: mehrere, chorda: Saiten). Das Prinzip des gleichzeitigen Anstreichens vieler gleichgestimmter Saiten kennt man bereits seit Jahrhunderten von Bordunzithern, es erzeugt den „Hummelklang“, genannt Bordun (von franz. bourdon: Hummel).

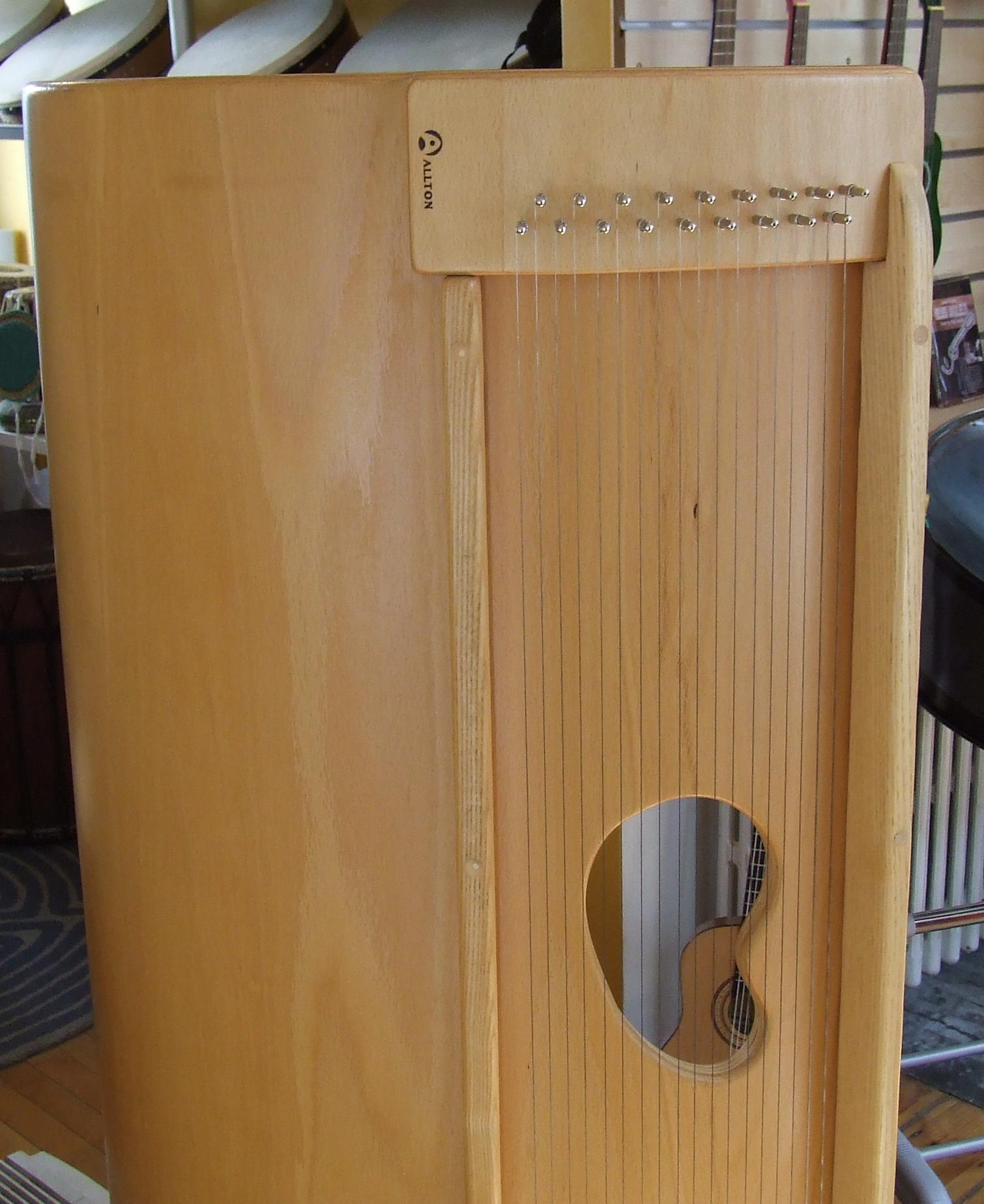
Doppel-Monochord „Klangwiege“ der Firma Allton

Große Monochorde/Polychorde findet man zur Meditationsbegleitung, in der Musiktherapie, im Bereich Wellness sowie in der Alternativmedizin für klangtherapeutische Anwendungen (Phonophorese), da ihr Klang als angenehm und beruhigend empfunden wird. Der Form des Resonanzkastens sind keine Grenzen gesetzt. Teilweise werden sie als „Klangmöbel“ gebaut, in der Form von Stühlen, Liegen, Schalen oder Röhren, auf oder in denen ein Mensch liegend oder sitzend Platz findet.
Das vielsaitige Monochord kann instrumententechnisch weiter erweitert werden. Eine Möglichkeit ist die Kombination mehrerer Monochorde, die auf verschiedene Töne (z. B. Grundton und Quinte) gestimmt sind. Das isländische Langspil ist eine zwei- bis sechssaitige Bordunzither, deren eine Saite mit einem bundierten Griffbrett zur Melodiesaite wird. Eine andere Erweiterungsmöglichkeit besteht im Einsetzen beweglicher Stege oder der Verwendung von Flageoletttechniken, um höhere Töne spielbar zu machen. In der neuentwickelten Kotamo, deren Korpus einer Kastenzither entspricht, die beidseitig mit Saiten bespannt ist, sind dem Namen nach drei Saiteninstrumente vereinigt: die japanische Wölbbrettzither Koto, die indische Langhalslaute Tanpura und das Monochord.

## Weitere einsaitige Instrumente
Es gibt eine Vielzahl weiterer Musikinstrumente anderer Bauform, die nur eine Saite besitzen. Oftmals werden sie, ebenso wie das Monochord, nach dieser Eigenschaft in ihrer jeweiligen Sprache bezeichnet. Dazu zählt die indische einsaitige Zupflaute ektara und die einsaitige Zupftrommel ektara (von Hindi ek târ, „eine Saite“). In Ostafrika bezeichnet zeze oder sese in mehreren Sprachen Plattstabzithern mit einer Melodiesaite. Zur Abgrenzung führt die einsaitige, der ugandischen endingidi ähnliche Spießgeige zeze kamba moja in Tansania die eine Saite im Namen (Swahili kamba, „Saite“ und moja, „eins“).